# Shanenawa
Gli Shanenawa  sono un gruppo etnico del Brasile con una popolazione stimata in 411 individui nel 2010 (Funasa).

## Lingua
Parlano la lingua Shanenawa che appartiene alla famiglia linguistica pano. Questa lingua è utilizzata solo dagli anziani mentre giovani e bambini parlano il portoghese. Shanenawa è etimologicamente composto da shane (un uccello passeriforme dal colore azzurrastro) e da nawa, che significa "popolo straniero". Gli Shanenawa affermano che questo è un uccello in cui è difficile imbattersi e che quando è presente indica l'avvicinarsi di un conflitto, di solito contro altri gruppi indigeni.

## Insediamenti
Vivono nello stato brasiliano dell'Acre, nella sua parte centro-settentrionale, lungo il fiume Envira, affluente del Tarauacá, nel comune di Feijó. Secondo gli anziani, gli Shanenawa migrarono in questa regione da altre zone situate nella parte superiore del fiume Gregorio durante i primi anni del XX secolo a causa delle persecuzioni dei raccoglitori di caucciù. I migranti avevano occupato per diversi decenni anche le aree dei fiumi Juruá e Purus.

## Organizzazione sociale
Sono in larga parte agricoltori e allevatori di pecore; sono inoltre abili pescatori. Negli anni si è diffusa nel gruppo la religione cristiana grazie ai gruppi di missionari.
Sono organizzati in cinque clan: Waninawa ("popolo della pupunha"), Varinawa ("popolo del sole"), Kamanawa ("popolo del giaguaro"), Satanawa ("popolo della lontra") e Maninawa ("popolo del cielo"). I bambini appartengono al clan della madre e di regola ci si può sposare solo con membri dello stesso clan. Le famiglie sono monogame.
Gli Shanenawa hanno creato, con l'appoggio di altre etnie indigene della regione, un'organizzazione molto attiva nella difesa degli interessi dei popoli indigeni, la Organização dos Povos Indígenas do Rio Envira (OPIRE, Organizzazione dei Popoli Indigeni del rio Envira). Molti di loro sono anche impegnati in partiti politici.